# Астроинженерные сооружения
Астроинжене́рные сооруже́ния — гипотетические инженерные сооружения астрономических масштабов. Как правило, в такую категорию включают искусственные объекты размерами в десятки тысяч километров и более.
Астроинженерные сооружения представляют интерес как проекты освоения космоса, как примеры масштабных инженерных задач, как объекты поиска следов деятельности внеземных цивилизаций.

Сфера Дайсона

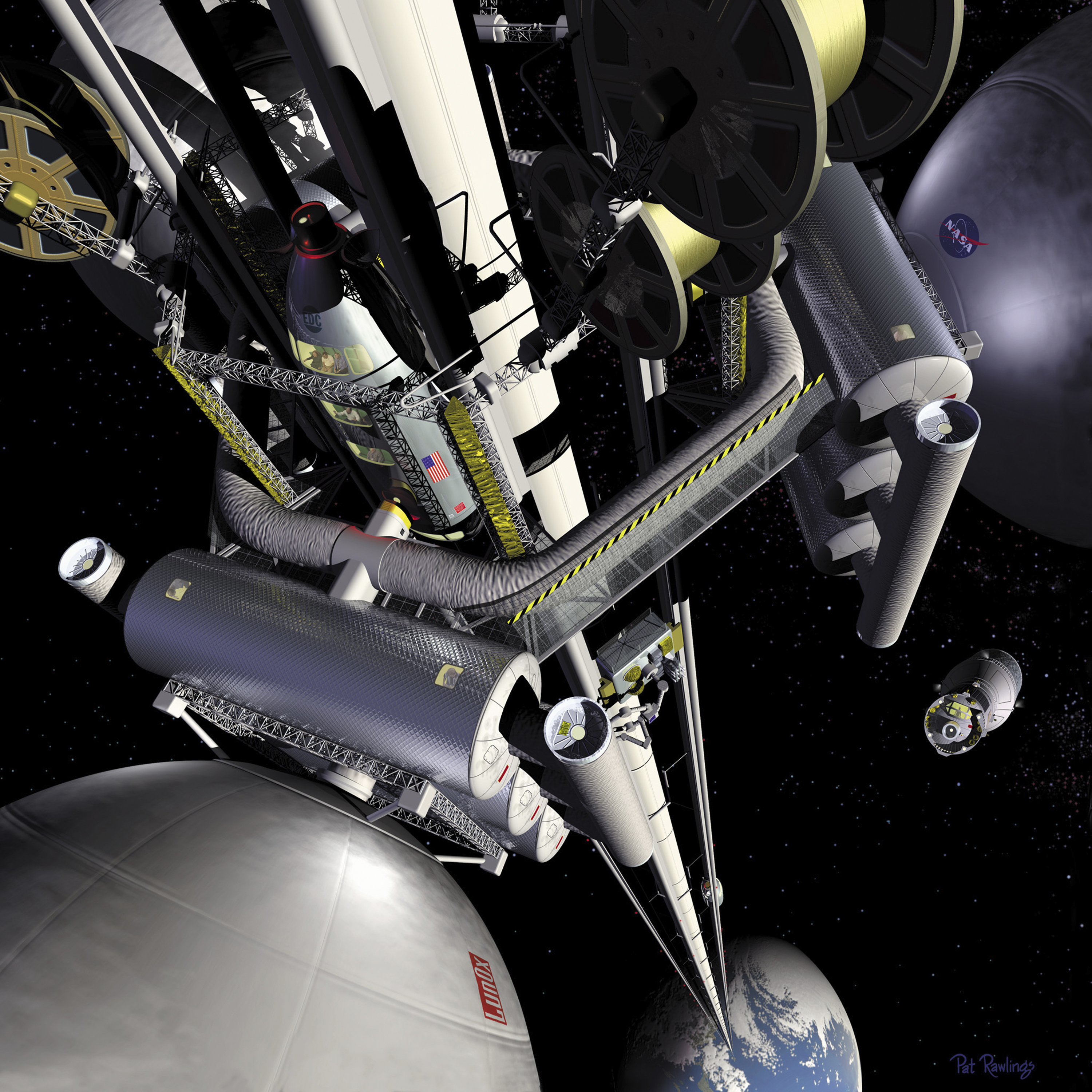
Космический лифт (рисунок)

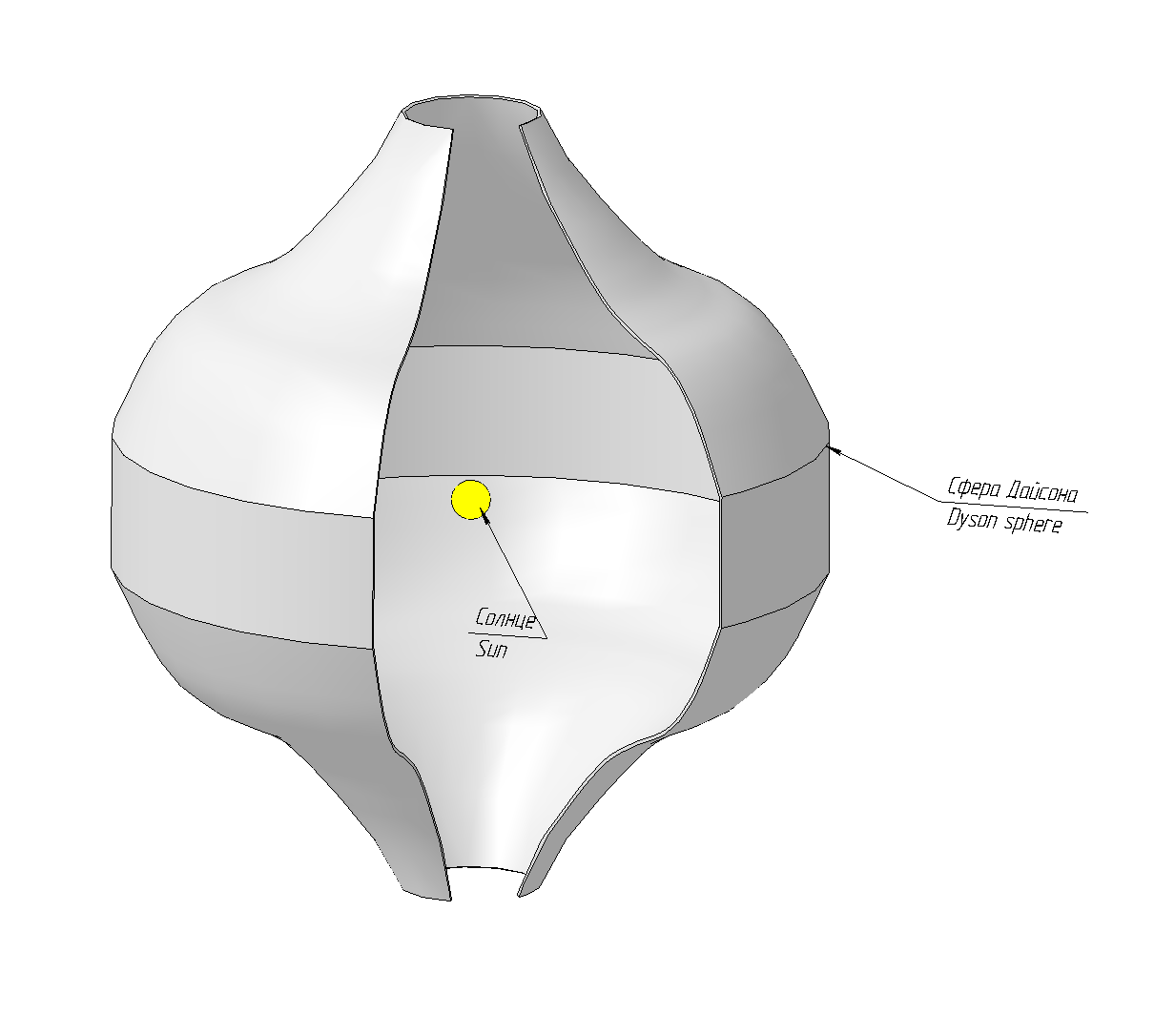
Сфера Дайсона — вариант с эквипотенциальными поверхностями

## Критерии и методы обнаружения
Основной критерий — физический размер и/или масса и/или сопутствующая сооружению мощность, в соответствии с величиной которых астроинженерные сооружения должно быть столь же легко наблюдаемы с межзвёздного расстояния, как звёзды и их системы, или даже с межгалактического расстояния при помощи современных астрономических инструментов.
Так, орбитальный лифт — пример крупномасштабного сооружения, но его размеры лишь незначительно превышают планетные масштабы, а используемая энергия и суммарная масса не наблюдаемы на межзвёздных расстояниях.
Типичной астроинженерией может быть работа, произведённая в масштабах звёздной системы. Мегаструктурами такого типа могут являться Сфера Дайсона, Мир-Кольцо, звездные машины (такие, как двигатель Шкадова) и другие артефакты, созданные цивилизациями II и III типа по шкале Кардашёва.
В своей работе от 2005 года, Luc Arnold предложил способ обнаружения небольших, но всё ещё мегасооружений и артефактов по характерному для них гравитационному искривлению траектории света.
Ввиду их огромных размеров и искусственного происхождения, предполагаемые астроинженерные сооружения могли бы стать объектом, непосредственно наблюдаемым с Земли, а также с борта космических телескопов. Однако на данный момент однозначно установленного подтверждения их существования нет. В 2015 году по результатам наблюдений космического телескопа по поиску экзопланет Kepler рядом исследователей было предположено существование сферы Дайсона или других астроинженерных сооружений в системе звезды KIC 8462852 Лебедя.

## Варианты астроинженерных сооружений
- Сфера Дайсона — Фримен Дайсон.
- Стэнфордский тор
- Колония О’Нила
- Цилиндр О’Нила
- Сфера Бернала
- Звёздная машина (двигатель Шкадова)
- Космические города-бублики
- Космический лифт — Константин Циолковский, 1895, Юрий Арцутанов 1960.
- Космический мост — Юницкий А. Э.
- Мозг-матрёшка
- Диск Алдерсона[англ.].
- Структура Крисвелла — развитие идеи Сферы Дайсона, но с фрактальной поверхностью для максимизации площади воспринимающей излучение звезды поверхности.
- Программа консервации водорода

## Астрономические объекты как возможные астроинженерные сооружения внеземных цивилизаций
Устарелые гипотезы об искусственном происхождении некоторых космических объектов:
- Пульсары рассматривались как своего рода сверхмощные «маяки» (гипотеза Иосифа Шкловского).
- Квазары рассматривались как возможный импульс фотонного двигателя, движущегося от наблюдателя. Этим предполагалось объяснить огромную скорость квазара, вычисленную по его красному смещению (фотонный двигатель и имел бы субсветовую скорость, чем снимался парадокс об огромном удалении квазара от наблюдателя).

## Астроинженерные сооружения в литературе и кино
- «Мир-Кольцо», цикл Ларри Нивена.
- «Фонтаны рая», роман Артура Кларка.
- Звезда смерти из вселенной Звёздных Войн.
- Матрица Гадеса из вселенной «Космический апокалипсис» Рейнольдса.
- Фрактальный мир из Саги о возвышении Дэвида Брина
- «Меридиан» в Mass Effect: Andromeda.